# Beyond the Blue Horizon
Pour le film sorti en 1942, voir Beyond the Blue Horizon.
Albums de George Benson
The Other Side of Abbey Road
(1970) White Rabbit
(1972)
Beyond the Blue Horizon est le neuvième album studio du guitariste et chanteur de jazz américain George Benson, sorti en 1971 chez CTI Records, qui est devenu un label indépendant l'année précédente.
L'album comprend la participation de l'organiste Clarence Palmer, du batteur Jack DeJohnette, du bassiste Ron Carter et des percussionnistes Michael Cameron et Albert Nicholson.

## Liste des titres
Toutes les chansons sont écrites et composées par George Benson, sauf indication contraire.
| 1. | So What         | Miles Davis               | 9:21 |
| 2. | The Gentle Rain | - Luiz Bonfá - Matt Dubey | 9:15 |

| Face B | Face B                | Face B | Face B | Face B | Face B | Face B | Face B | Face B | Face B |
| No     | Titre                 | Durée  |        |        |        |        |        |        |        |
| ------ | --------------------- | ------ | ------ | ------ | ------ | ------ | ------ | ------ | ------ |
| 3.     | All Clear             | 5:29   |        |        |        |        |        |        |        |
| 4.     | Ode to a Kudu         | 3:48   |        |        |        |        |        |        |        |
| 5.     | Somewhere in the East | 6:11   |        |        |        |        |        |        |        |
| 34:04  |                       |        |        |        |        |        |        |        |        |

| Titres bonus de la réédition CD | Titres bonus de la réédition CD | Titres bonus de la réédition CD | Titres bonus de la réédition CD | Titres bonus de la réédition CD | Titres bonus de la réédition CD | Titres bonus de la réédition CD | Titres bonus de la réédition CD | Titres bonus de la réédition CD | Titres bonus de la réédition CD |
| No                              | Titre                           | Durée                           |                                 |                                 |                                 |                                 |                                 |                                 |                                 |
| ------------------------------- | ------------------------------- | ------------------------------- | ------------------------------- | ------------------------------- | ------------------------------- | ------------------------------- | ------------------------------- | ------------------------------- | ------------------------------- |
| 6.                              | Ode to a Kudu (Alternate Take)  | 4:39                            |                                 |                                 |                                 |                                 |                                 |                                 |                                 |
| 7.                              | All Clear (Alternate Take)      | 5:46                            |                                 |                                 |                                 |                                 |                                 |                                 |                                 |
| 44:29                           |                                 |                                 |                                 |                                 |                                 |                                 |                                 |                                 |                                 |

## Crédits
- George Benson – guitare
- Clarence Palmer (en) – orgue Hammond
- Ron Carter – contrebasse, violoncelle électrique
- Jack DeJohnette – batterie
- Michael Cameron – percussion
- Albert Nicholson – percussion

Technique
- Rudy Van Gelder – ingénieur du son
- Bob Ciano – conception
- Chuck Stewart (en) – photographie
- Pete Turner – photography

## Classements
| Classement (1971)            | Meilleure position |
| ---------------------------- | ------------------ |
| États-Unis (Top Jazz Albums) | 15                 |